# Phyllopodopsyllus bermudae
Phyllopodopsyllus bermudae is een eenoogkreeftjessoort uit de familie van de Tetragonicipitidae. De wetenschappelijke naam van de soort is voor het eerst geldig gepubliceerd in 1948 door Lang.